# Edgware (métro de Londres)
Pour la ville, voir Edgware.
Edgware (en anglais : Edgware tube station ou Edgware Underground Station), est une station, terminus de la branche Edgware, de la ligne Northern du métro de Londres, en zone 5 Travelcard. Elle est située sur la Station Road, à Edgware, sur le territoire du borough londonien de Barnet, dans le Grand Londres.

## Situation sur le réseau
La station Edgware, sur la branche Edgware, de la ligne Northern du métro de Londres est la station terminus nord de la branche, avant la station Burnt Oak en direction du terminus sud Morden. Elle dispose de trois voies et deux quais, dont un central, numérotés 1 et 2-3. Un dépôt est embranché sur la gare.

Plans de la ligne, du métro et des transports à Londres
Ligne Northern.
Métro.
Réseaux de Londres.

## Histoire
La station Edgware, terminus de la branche Edgware de la ligne Northern, est mise en service le 18 août 1924. 

## Services aux voyageurs

### Accès et accueil
L'entrée principale de la station est située sur la Station Road, à Edgware.

### Desserte
La station Edgware est desservie par les rames de la ligne Northern du métro de Londres circulant sur la relation Edgware - Morden (ou Kennington).

Installations et Desserte
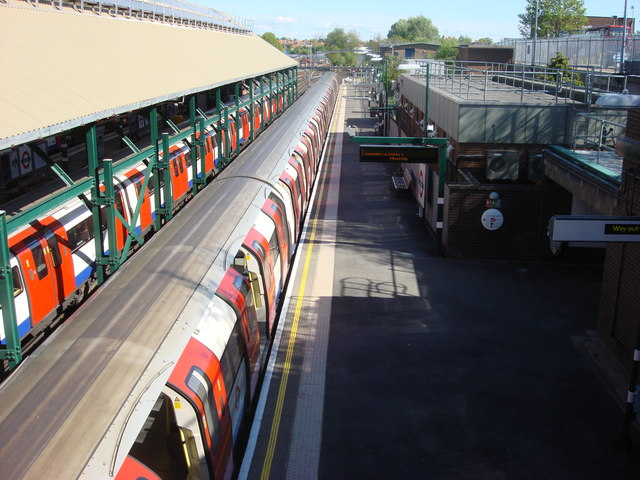
voie 1.
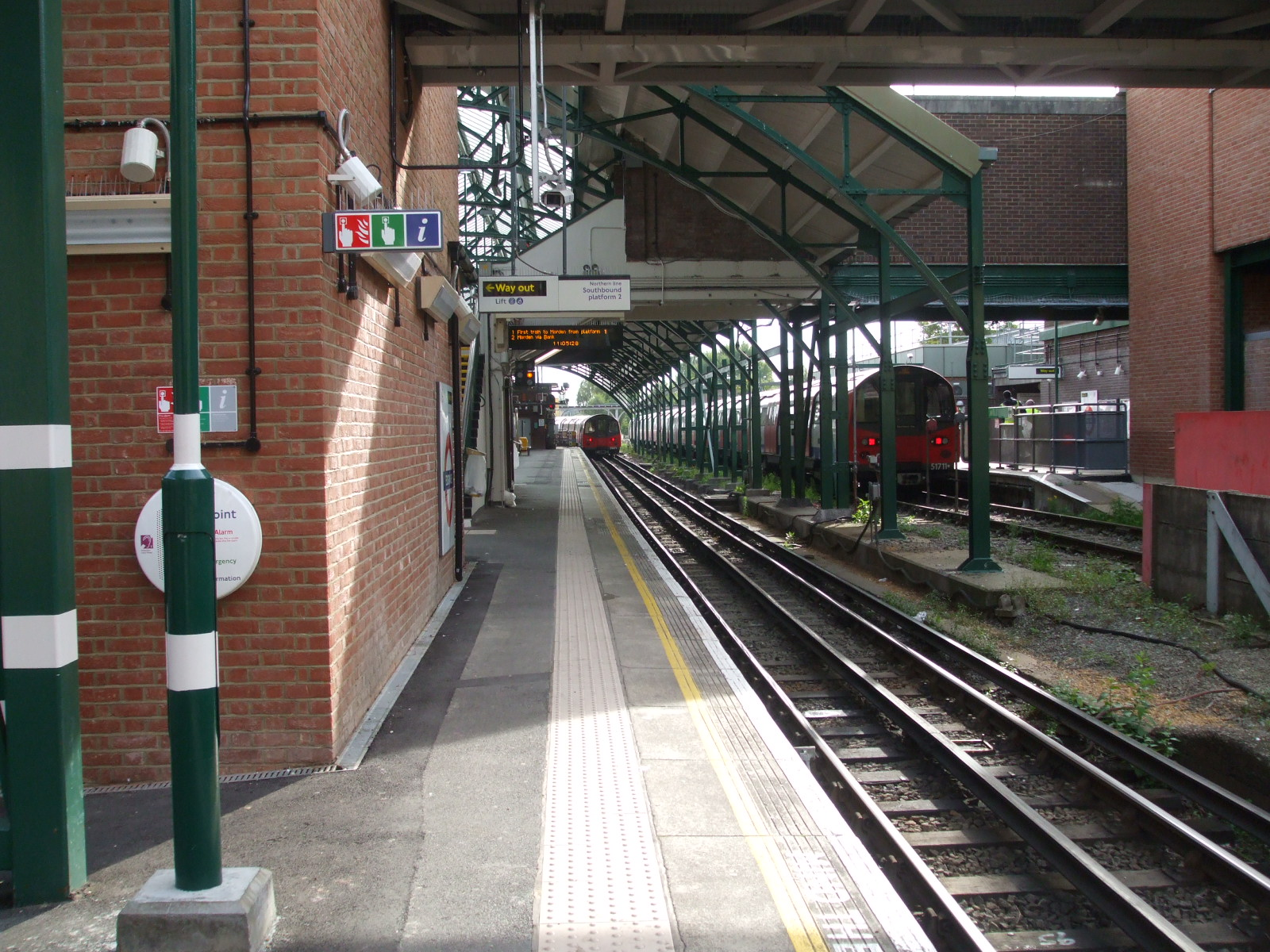
Voie 2.
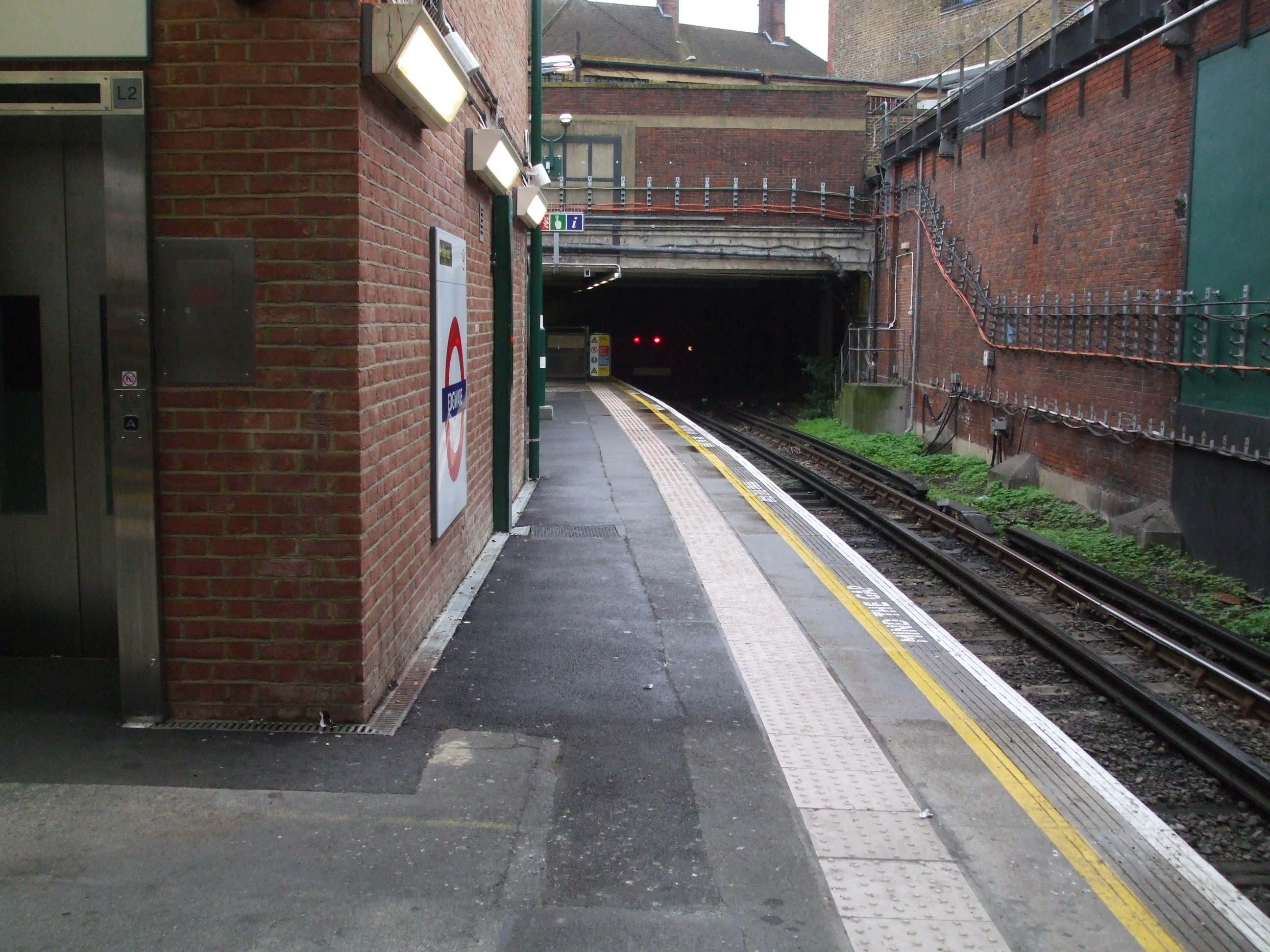
Voie 3.

### Intermodalité
Elle est desservie par des autobus de Londres des lignes 32, 79, 107, 113, 142, 186, 204, 221, 240, 251, 288, 292, 303, 340, 384, 605, 606, 642, N5, N16 et N113.

## À proximité
- Edgware